# Чайка (дача, Удомля)
Дача «Чайка» — музей на берегу озера Удомля, филиал Тверской областной картинной галереи.
Построена в 1913 году Витольдом Каэтановичем Бялыницким-Бирулей в стиле финского модерна. Известна тем, что здесь отдыхали и работали многие известные люди: художники К. А. Коровин, Н. П. Богданов-Бельский, А. С. Степанов, С. Ю. Жуковский, А. В. Моравов, В. Н. Мешков, И. Э. Грабарь, А. Е. Архипов, В. Н. Бакшеев, Н. М. Ромадин, А. М. Корин, Н. А. Касаткин, К. Н. Бахтин; актеры и деятели театра: Б. И. Волков (главный художник Малого театра), В. Я. Станицын и Б. А. Мордвинов (актеры МХАТа); чемпион мира по шахматам Б. В. Спасский, государственные деятели: М. В. Фрунзе, Я. Э. Рудзутак.